# 2009 en Uruguay
Cet article présente les faits marquants de l'année 2009 en Uruguay.

## Évènements
- Vendredi 3 avril 2009 : L'OCDE décide de retirer l'Uruguay de la liste noire des paradis fiscaux, un jour après l'y avoir inscrit. après que le secrétaire général de l'OCDE, Angel Gurría, a reçu « une lettre du ministre uruguayen des Finances, Alvaro García, l'informant que l'Uruguay adoptait officiellement les normes de l'OCDE sur la transparence et l'échange d'informations, tel que stipulé dans la version 2005 de l'article 26 de la convention de l'OECD en matière fiscale ».

- Dimanche 17 mai 2009 : Mort de l'écrivain, Mario Benedetti (88 ans), auteur de plus de 80 recueils de poèmes, romans, nouvelles, essais et pièces de théâtre, à son domicile de Montevideo.

- Mardi 30 juin 2009 : Premier cas mortel de grippe H1N1 en Uruguay, sur une femme de 60 ans. 195 personnes ont été contaminées au 23 juin par le virus dans le pays.